# ワールドラグビー
ワールドラグビー (World Rugby; 略称：WR)は、ラグビーユニオンの国際競技連盟。本部はアイルランドの首都・ダブリンに置かれている。6つの地域統括団体と132の国内競技連盟で構成。15人制ワールドカップ、女子15人制WXV、ワールドカップセブンズ、HSBC SVNSなどを主催している。

## 概要
1886年に国際ラグビーフットボール評議会（International Rugby Football Board; 略称IRFB）として設立され、ラグビーユニオンの統括団体となる。加盟8か国のみの運営から、1987年の第1回ワールドカップ以後は拡大方針へ転じ、同年、日本ラグビーフットボール協会も加入した。1995年にはプロ化宣言し、2023年2月現在の加盟は132か国の世界的組織となった。
名称をIRB（International Rugby Board = 国際ラグビー評議会）、さらにWRへ変更するなどスポーツ市場においてラグビーユニオンのブランディングとシェア拡大を積極的に行っている。
15人制に関しては、2003年からテストマッチでの成績をもとにワールドラグビーランキングを作成している（参考・ランキングポイント算出方法の説明（英語））。
2010年には夏季オリンピック国際競技連盟連合（ASOIF）に加盟し、7人制ラグビーが2016年リオデジャネイロオリンピックから正式種目となった。

## 理事
各協会からの理事（評議員）の数（議決のための票数）は、国などによって異なる。日本は、2023年に2人（2票）から3人（3票）に増えた。
- 3人（3票）：【10協会】アイルランド、イタリア、イングランド、ウェールズ、オーストラリア、スコットランド、日本、ニュージーランド、フランス、南アフリカ共和国
- 2人（2票）：【6地域協会】アジアラグビー、オセアニアラグビー、ラグビーアフリカ、ラグビーアメリカノース（北アメリカ）、スダメリカラグビー（南アメリカ）、ラグビーヨーロッパ
- 1人（1票）：【6協会】アメリカ合衆国、ウルグアイ、カナダ、ジョージア、フィジー、ルーマニア

2024年11月現在、日本からの理事は岩渕健輔、土田雅人、香川あかね。

## 表彰
「ワールドラグビーアワード」を参照。

## 歴史

### 1823年 ラグビーの誕生
ラグビーフットボールの起源は「1823年、イングランドの有名なパブリックスクールでもあるラグビー校でのフットボールの試合中、ウィリアム・ウェッブ・エリスがボールを抱えたまま、ルールを無視して相手のゴール目指して走り出した」ことだとされているが、その真偽は不明で伝説扱いとなっている。
しかし、ワールドラグビーはこの1823年を「ラグビー誕生の年」と位置付けている（「ラグビーユニオンの歴史」も参照）。なお、エリス少年がルールを破ったとされるのは、ボールを手で扱ったことでなく（当時のルール上、問題ない）、ボールを持って走った行為についてである。
この逸話にちなみ、ラグビーワールドカップでの優勝チームには「ウェブ・エリス・カップ」が授与される。

### 1863年 初のフットボール協会
1863年10月26日、イングランドで初めてのフットボール協会、フットボール・アソシエーション（FA）が設立された。当時のフットボールのルールでは、ボールを手で持つことは禁止されていなかったが、徐々に禁止するルールがFAの中で一般的になっていった。

### 1871年 サッカーとの分裂
1871年1月26日、ボールを手で持たないルールのアソシエーション・フットボール（いわゆるサッカー）に対抗する形で、FAから21チームが独立し、ラグビー・フットボール・ユニオン（RFU）がイングランドで設立された。これが現在も続くイングランドのラグビー協会である。

### 1886年 「IRFB」誕生
1886年、スコットランド、ウェールズ、アイルランドの3か国のラグビーユニオンの協会により、各国のルール統一などをはかる目的で、国際ラグビーフットボール評議会（International Rugby Football Board; 略称IRFB）が発足した。当時すでに競技規則を作り世界最古のラグビー協会を持つイングランドは当初参加を拒否していたが、1890年に加盟した。
1875年に、初めて「レフリーを置く」というルールが加わったが、任意だった。1892年に、トライの判定において両チームの合意が得られず紛糾する事態が起きたことから、試合に1人のレフリーと2人のタッチジャッジを置くことが義務付けられた。

### 1895年 プロリーグとの分裂
当時ラグビーの試合は、安息日の日曜を避け、土曜に行われるのが一般的だった。労働者階級が多かったイングランド北部では土曜も勤務日だったのに対し、イングランド南部は比較的裕福で土曜は仕事をしない者が多かった。試合に出場するため土曜に仕事を欠勤する選手に対して、休業補償や出場報酬を認める北部と、認めない南部とで分裂が起きた。
1895年8月27日、選手への報酬支払いを容認するイングランド北部（ヨークシャー地区とランカシャー地区など）のクラブ22団体は、RFUを脱退し北部ラグビー協会（NRFU）を設立。その後15年間で200以上のクラブがRFUからNRFUへ移っていった。1898年にはプロ化宣言も行われ、後年「ラグビーリーグ」（13人制ラグビー）と改称した。
一方、残されたイングランド南部のRFU側は、「ラグビーユニオン」（15人制ラグビー）としてアマチュア主義を1995年まで100年間厳守していった。このためラグビーユニオン最大の特徴は長らく、「選手のプロ活動を認めないアマチュアリズムの徹底」であった。
（「ラグビーリーグとラグビーユニオンの比較」も参照。）

### 1934年 フランスにもう1つの国際競技連盟
1934年、フランスが中心となり、国際アマチュア・ラグビー連盟 (Federation International de Rugby Amateur; 略称FIRA)を設立。フランス、イタリア、カタルーニャ、チェコスロバキア、ルーマニア、ドイツ、オランダ、ポルトガル、スウェーデンの9協会が加盟し、IRFBへの対抗組織となり、1990年代までに加盟国は60を超えた。
第二次世界大戦の影響で、1939年から1946年まで、国際試合（テストマッチ）は行われなかった。
1949年、ニュージーランド、南アフリカ、オーストラリアがIRFBに加盟し7か国となる。

### 1978年 フランスが加盟し8強体制
1978年、フランスラグビー連盟（FFR）がIRFBに加盟し8か国となる。かつてフランスが立ち上げたFIRAは、1994年にIRFBの傘下となり、現在「ラグビーヨーロッパ」として、ワールドラグビー地域統括団体の1つとなっている。
IRFB加盟国のうち、初期8か国（スコットランド、ウェールズ、アイルランド、イングランド、ニュージーランド、南アフリカ、オーストラリア、フランス）は現在でもワールドラグビーランキングの上位にあり「旧IRFB強豪8か国」などと呼ばれ、日本代表の目標にもなっている。

### 1987年 17か国に拡大
1987年5～6月、第1回ラグビーワールドカップがオーストラリア協会とニュージーランド協会による共同開催で行われた。この時に招待された9か国（日本、イタリア、ルーマニア、カナダ、アメリカ合衆国、アルゼンチン、フィジー、トンガ、ジンバブエ）が加わり、IRFB加盟国は一気に17か国に増えた。以後、加盟国を積極的に増やし、ラグビーユニオン15人制ラグビーの競技人口・観戦人口を拡大させる方針となる。2012年に加盟国は100を突破した。
なお、第2回のラグビーワールドカップ1991からはIRFB（後のIRB、WR）の主催となった。

### 1995年 「プロ化」へ100年目の方針転換
1995年8月26日、IRFB（国際ラグビーフットボール評議会）がラグビーユニオンのオープン化（プロ化）を宣言した。選手の報酬制限やメディア活動制限など、それまでのアマチュアリズムが全て撤廃されることになった。この背景には、アマチュア志向の15人制ラグビーユニオンから、ちょうど100年前（1895年）に分裂しプロ化していた13人制ラグビーリーグへと、多くの報酬を求めて選手が流出し商業化に成功している現状と危機感があった。日本ラグビーフットボール協会が「プロ化」を宣言したのは、5年半後の2001年1月である。

### 1997年「IRB」に改称
1997年、国際ラグビー評議会 (International Rugby Board; 略称IRB)に改称した。同時にIRBはラグビー憲章（Playing Charter）を発表し、以後何度かの改定の後、2009年には5つのバリュー（品位、情熱、結束、規律、尊敬）が盛り込まれた。
1998年、女子ラグビーワールドカップ1998（第3回オランダ大会）は、この回からIRBによる主催となった。
2003年9月、ワールドラグビーランキングが始まる。女子は2016年開始。
2003年10月、ビデオ判定システム「TMO（The Television Match Official、テレビジョン・マッチ・オフィシャル）」をワールドカップ2003から導入を開始した。
2010年、夏季オリンピック国際競技連盟連合（ASOIF）に加盟。

### 2014年 「ワールドラグビー」に改称
2014年11月19日、ワールドラグビー （World Rugby; 略称WR）に改称した。シンプルなネーミングにより、スポーツ市場におけるブランド力を高める目的がある。
2019年7月、2014年から試験的運用をしていたゴーグル着用が、正式承認された。
2016年、7人制ラグビーが2016年リオデジャネイロオリンピックの正式種目として実施される。
2018年5月15日、ルーマニアが代表資格の無い選手をワールドカップ2019ヨーロッパ予選に出場させたとして、ワールドラグビーはルーマニアの出場権を取り消した。これにより、ワールドカップ2019開幕戦で日本の相手はルーマニアからロシアへ変更された。
2020年2月以降、新型コロナウイルス感染症の世界的流行によりさまざまなイベントが中止となった。
2020年11月30日、ワールドカップ2025（女子大会）を12チームから16チームに拡大することを発表。

### 2022年、ロシアを出場停止に
2022年2月、ロシアとベラルーシによるウクライナへの侵攻が起き、ワールドラグビーはロシアとベラルーシに対して国際大会および国境を越えたラグビー大会への全面的出場停止とすることを決定した。これにより、男子ワールドラグビーチャレンジャーシリーズ2022（ワールドカップ2023出場権をかけたヨーロッパ地区予選）においてロシアが開催途中で離脱した。なお、ラグビーワールドカップセブンズ2022の予選、女子HSBCワールドラグビーセブンズシリーズ2022への参加もロシアは不可能となった。
2022年5月9日、ワールドラグビーが男子の新たな国際大会を創設する方針だと報じられた。内容は2026年から2年に1度開催、日本を含むトップ12チーム（北半球・南半球の6チームずつの2プール。日本は南半球に入る）、トップ12チームに続く2部グループ12チームも参加、昇降格を伴う2部制など。ワールドラグビーからの正式発表は無いが、2023年秋の会合で北半球シックス・ネイションズや南半球SANZAARの大会などを含めた改革を発表する予定。
2022年7月1日、脳震盪予防など選手の福祉・安全（プレーヤーウェルフェア）を重視し、ハイタックル禁止などルール変更を実施。日本では9月1日から適用された。
2022年10月、ラグビー専門のオンラインニュースサイト運営会社ラグビーパスを買収した。
2023年5月11日、ワールドラグビーの定款第9条4項「評議会の議決権」を改定し、日本を「ハイパフォーマンスユニオン」と位置づけた。これにより、シックス・ネイションズ・チャンピオンシップ（欧州6か国）またはSANZAARラグビー・チャンピオンシップ（南半球4か国）に参加している強豪国「ティア1」10か国と同じく、ワールドラグビー理事会における日本の投票権が3票に増えた（従来の日本の投票権は2票。）。

### ファウルプレーレビューオフィシャルの導入
2023年7月29日から、ワールドラグビーは頭部などに対する危険なプレイに対応するため、TMO（ビデオ判定）によるファウルプレーレビューオフィシャル（the Foul Play Review Official）を導入した。これは「TMOバンカー」（the TMO Bunker）とも呼ばれる。ワールドカップ2023の前哨戦として開催される数々なテストマッチ「SUMMER NATIONS SERIES 2023」での本格運用となる（同年6月のU20世界大会で試験運用していた）。反則選手にイエローカードを出したレフリーが顔の前で両腕をクロスさせると、シンビン（10分間の退場）中にTMOがそのプレイ映像を詳しく分析する（この間を「Under Review」という。）。この時に提示されたカードは「Minimum Yellow（＝少なくともイエロー判定）」とも呼ばれる。TMOバンカーでの分析により、反則プレイの危険性によってはレッドカード（退場および以後3試合程度の出場停止など）へ判定が変更され、レフリーはチームキャプテンにレッドカードを示し通告する。このように試合を中断することなく、裏で独立して分析を行うことから「Bunker（地下壕＝戦闘から身を守るための地中の強固な建造物）」の名称がついた。
2023年8月13日、TMOバンカーの判定による初のレッドカード退場者はイングランドのオーウェン・ファレルとなった。しかし8月15日、独立規律委員会（the independent disciplinary）によってレッドカード判定が撤回された。8月17日、ワールドラグビーはファレルへの処分に関して「選手の安全性が最優先」との立場からレッドカード撤回に異論を示した。ワールドラグビーは新たな独立司法委員会（an independent judicial committee）を結成し、8月22日にファレルへの4試合出場停止処分が確定した。
2023年8月21日、ワールドカップ2023においてファウルプレーレビューオフィシャルとショットクロック（キックまでの時間を制限）を導入することを決定した。
2023年8月25日、ストリーミング動画サイト「RugbyPass TV」を開設した。
2023年9月8日から10月29日まで、ワールドカップ2023をフランスで開催。また10月にはパリで、ワールドラグビー、ワールドカップ運営組織「ラグビーワールドカップ」、フランスにおけるラグビーワールドカップ組織委員会「フランス2023」、フランス障がい者スポーツ連盟の4者が提携し、国際車いすラグビーカップ2023（International Wheelchair Rugby Cup 2023、IWRC2023）が行われ、8か国（日本、オーストラリア、カナダ、フランス、イギリス、アメリカ、デンマーク、ニュージーランド）が参加した。
2023年10月13日、女子15人制の新しい世界大会「WXV」を開催。女子のワールドカップ開催年を除き、毎年行う。
2023年10月24日、男子15人制の新しい世界大会「ワールドラグビー ネーションズ・チャンピオンシップ」の2026年からの開催を発表。

### 20分レッドカードを導入
ワールドカップ2023の後に、20分レッドカードが試験的ルールとして導入された。日本では、リーグワン2023-24シーズンからファウルプレーレビューオフィシャルと共に採用された。2025年8月1日以降には、すべてのトップレベル大会および試合で20分レッドカードが適用され、2026年競技規則に採用されることになった。
2024年7月1日から、観戦性と安全性を高めるため、競技規則（ルール）の変更が行われた。(1) キッカーの前方にいるプレーヤーはオフサイドとなり、後方へ下がる動作をしなければならない。(2) クロコダイルロール（ジャッカルをしている相手の身体をつかみ一緒に倒れたり、ひねって倒したり、引っぱって地面に倒したりする行為）の禁止。(3) フリーキック時にはスクラムを選択できない。

### 国代表の条件を緩和
2024年8月1日から、国代表となる条件を緩和。これまでの条件のうち、「直前の60ヶ月間継続して当該国を居住地としていた」という条件を撤廃した。直前の60ヶ月間、その国の国内チームに在籍していれば、その国代表としての条件を満たす。

### 新ルール導入
2025年1月1日、ワールドラグビーは 世界的試験実施ルール（コンバージョンキックまでの時間を90秒から60秒に短縮、ラインアウト形成は30秒以内、スクラム・ラック・モールでのスクラムハーフの保護、争われないラインアウトでのノットストレートの許容）を施行。日本国内では4月1日から施行する。社会人大会ジャパンラグビーリーグワンでは、2024年12月のシーズン開幕時から導入した。

## 加盟団体
6つの地域統括団体（リージョナルアソシエーション）はアジアラグビー、オセアニアラグビー、ラグビーヨーロッパ、ラグビーアフリカ、ラグビーアメリカスノース（北米ラグビー）、スダメリカラグビー（南米ラグビー）で構成されている。
2024年2月現在、132の加盟国内競技連盟（正規加盟114、アソシエート加盟18）が、それぞれの地域統括団体の傘下にある。

### アジア
正規加盟: 22、アソシエート加盟: 5
- 日本 （1987年）
- 大韓民国（英語版） （1988年）
- 香港 （1988年）
- スリランカ（英語版） （1988年）
- マレーシア（英語版） （1988年）
- グアム（英語版） （1998年）
- シンガポール（英語版） （1989年）
- タイ王国 （1989年）
- カザフスタン（英語版） （1997年）
- 中華人民共和国（英語版） （1997年）
- 中華民国 （1998年）
- インド（英語版） （1999年）
- ラオス（英語版） （2004年）
- モンゴル国（英語版） （2004年）
- パキスタン（英語版） （2008年）
- フィリピン（英語版） （2008年）
- イラン（英語版） （2010年）
- アラブ首長国連邦（英語版） （2012年）[Asia 2]
- インドネシア（英語版） （2013年）
- ウズベキスタン（英語版） （2014年）
- ネパール（英語版） （2020年）
- カタール（英語版） （2020年）
- キルギス（英語版） （2004年*）
- ブルネイ（英語版） （2013年*）
- レバノン（英語版） （2018年*）
- ヨルダン（英語版） （2020年*）
- シリア（2022年*）

除外された団体:
- カンボジア（英語版） （2004年 - 2016年） [Asia 3]

備考:
1. ↑  アラビアンガルフラグビーフットボール協会は、2010年にそれぞれの地区ごとの団体に別れ解散した。
2. ↑  UAEは2012年に100団体目の加入団体になった[87]
3. ↑  カンボジアは2016年に基準を満たさず除外[86]

### オセアニア
正規加盟: 11
- オーストラリア （1949年）
- ニュージーランド （1949年）
- フィジー （1987年）
- トンガ（英語版） （1987年）
- サモア（英語版） （1988年）
- パプアニューギニア（英語版） （1993年）
- クック諸島（英語版） （1995年）
- ニウエ（英語版） （1999年）
- ソロモン諸島（英語版） （1999年）
- バヌアツ（英語版） （1999年）
- アメリカ領サモア（英語版） （2012年）

除外された団体:
- タヒチ（英語版） - 1989年にラグビーの国内競技連盟を設立し、1994年からIRB（WR）に加盟していたが、2022年までに脱退した。

### ヨーロッパ
正規加盟: 38、アソシエート加盟: 3
- アイルランド （1886年）
- スコットランド （1886年）
- ウェールズ （1886年）
- イングランド （1890年）
- フランス （1978年）
- イタリア （1987年）
- ルーマニア（英語版） （1987年）
- ベルギー（英語版） （1988年）
- チェコ（英語版） （1988年）
- デンマーク（英語版） （1988年）
- ドイツ（英語版） （1988年）
- イスラエル（英語版） （1988年）
- オランダ（英語版） （1988年）
- ポーランド（英語版） （1988年）
- ポルトガル（英語版） （1988年）
- セルビア（英語版） （1988年）
- スペイン（英語版） （1988年）
- スウェーデン（英語版） （1988年）
- スイス（英語版） （1988年）
- ロシア（英語版） （1990年）
- アンドラ（英語版） （1991年）
- ハンガリー（英語版） （1991年）
- ラトビア（英語版） （1991年）
- ルクセンブルク（英語版） （1991年）
- オーストリア（英語版） （1992年）
- ブルガリア（英語版） （1992年）
- クロアチア（英語版） （1992年）
- ジョージア （1992年）
- リトアニア（英語版） （1992年）
- ウクライナ（英語版） （1992年）
- ノルウェー（英語版） （1993年）
- モルドバ（英語版） （1994年）
- ボスニア・ヘルツェゴビナ（英語版） （1996年）
- モナコ（英語版） （1996年）
- マルタ（英語版） （2000年）
- フィンランド（英語版） （2001年）
- スロベニア（英語版） （2016年）
- トルコ（英語版） （2020年）
- アゼルバイジャン（英語版） （2004年*）
- キプロス（英語版） （2014年*）
- スロバキア（英語版） （2016年*）[Euro 1]

除外された団体:
- ギリシャ（英語版）[Euro 2]

備考:
1. ↑  スロバキアは2016年にアソシエイトメンバーになった[89]。しかし翌年発行されたワールドラグビーのハンドブックではスロベニアと誤表記された[90]
2. ↑  ギリシャの国内競技連盟は2014年より活動していない[88]

 * アソシエイトメンバーとして加入した年

### アフリカ
正規加盟: 21、アソシエート加盟: 6
- 南アフリカ共和国 （1949年）
- ジンバブエ（英語版） （1987年）
- コートジボワール （1988年）
- チュニジア （1988年）
- モロッコ （1988年）
- ケニア （1990年）
- ナミビア（英語版） （1990年）
- ボツワナ（英語版） （1994年）
- ザンビア（英語版） （1995年）
- ウガンダ（英語版） （1997年）
- エスワティニ（英語版） （1998年）
- マダガスカル （1998年）
- カメルーン（英語版） （1999年）
- セネガル （1999年）
- ナイジェリア（英語版） （2001年）
- ルワンダ（英語版） （2004年）
- モーリシャス（英語版） （2009年）
- ガーナ（英語版） （2017年） [Africa 1]
- ブルキナファソ（英語版） （2020年）
- アルジェリア（英語版） （2021年）
- ブルンジ（英語版） （2021年）
- マリ共和国（英語版） （2004年*）
- タンザニア （2004年*）
- トーゴ（英語版） （2004年*）
- コンゴ民主共和国（英語版） （2022年*）
- エジプト（英語版） （2022年*）
- レソト（2022年*）

除外された団体:
- モーリタニア（英語版） [Africa 2]

備考:
1. ↑  ガーナは2004年にアソシエイトメンバーとして加入、その後2017年にフルメンバーに昇格[91]
2. ↑  モーリタニアは2003年にアソシエイトメンバーとして加入、その後活動していない団体して2013年11月に除外[92]

 * アソシエイトメンバーとして加入した年

### 北アメリカ
正規加盟: 12、アソシエート加盟: 1
- カナダ（英語版） （1987年）
- アメリカ合衆国（英語版） （1987年）
- バミューダ諸島（英語版） （1992年）
- トリニダード・トバゴ（英語版） （1992年）
- バハマ（英語版） （1994年）
- バルバドス（英語版） （1995年）
- ガイアナ（英語版） （1995年）
- ジャマイカ（英語版） （1996年）
- セントルシア（英語版） （1996年）
- ケイマン諸島（英語版） （1997年）
- セントビンセント・グレナディーン（英語版） （2001年）
- メキシコ（英語版） （2006年）
- イギリス領ヴァージン諸島（英語版） （2001年*）

備考:
 * アソシエイトメンバーとして加入した年

### 南アメリカ
正規加盟: 9、アソシエート加盟: 2
- アルゼンチン （1987年）
- パラグアイ（英語版） （1989年）
- ウルグアイ （1989年）
- チリ（英語版） （1991年）
- ブラジル（英語版） （1995年）
- ベネズエラ（英語版） （1998年）
- コロンビア（英語版） （1999年）
- ペルー（英語版） （1999年）
- コスタリカ（英語版） （2017年）
- グアテマラ（英語版） （2016年*）
- パナマ（英語版） （2020年*）

備考:
 * アソシエイトメンバーとして加入した年

## 主な主催大会
15人制
- ラグビーワールドカップ（男子大会） - 2023フランス、2027オーストラリア、2031アメリカ合衆国
- ラグビーワールドカップ 女子大会 - 2025イングランド、2029オーストラリア、2033アメリカ合衆国
- WXV - 2023年開始の女子大会。強さによりWXV1（1部）、WXV2（2部）、WXV3（3部）に分かれ対戦[93]。
- ワールドラグビーパシフィックネイションズカップ - フィジー、サモア、トンガほか太平洋周辺国
- ワールドラグビーU20チャンピオンシップ（男子） - 1部
- ワールドラグビーU20トロフィー（男子） - 2部

7人制
- ラグビーワールドカップセブンズ - 男子・女子 同時開催
- HSBC SVNS / 同 女子大会 - 世界各地を転戦しポイントを競う

## クリーンスタジアム
ワールドラグビーでは、主催大会の試合会場、参加チーム練習場などでは、施設を自己の負担においてクリーンの状態にしたうえで提供し、商業的なブランドについては、メディアに見えないようにする必要がある、とされている。この場合の「クリーン」とは、以下の状態を指すという。
1. 施設に、施設又はその所有者と一定の人（個人及び法人を含む）、製品、サービス又はブランドとの間の何らかの関係を示唆又は暗示する名称が付されていないこと。
2. 形態や媒体を問わず、一切の広告、販売促進若しくは宣伝材料用の素材、ブランド、ロゴ若しくは名称、その他一定の人（個人及び法人を含む）、製品、サービスを識別させるものも付されていないこと。
3. 方法や態様を問わず、ワールドラグビーが運営委託する団体（例えば、ラグビーワールドカップで言えば「ラグビーワールドカップリミテッド (RWCL)」）またはその団体のライセンシーによるコマーシャル・ライツの行使と競合し、それを制限若しくは妨害し、又はそれに対して損害を与える、いかなる権利、契約、活動、状態も存在しないこと。

これらに抵触する可能性のある契約として、「スポンサーや広告に関する契約」「ブランド設定やネーミングライツに関する契約」「施設における商品の販売に関する契約」「施設使用者向けの飲食物の提供に関する契約等」が挙げられており、命名権や広告類の掲出のみならず、ワールドラグビー主催大会の公式スポンサーと競合する商品類の取り扱いについても制限している。
命名権によるものではなくとも、その呼称がコマーシャル・ライツ（大会スポンサー）と競合するおそれがあるとみなされた場合は、別の名前に置き換えることで「クリーン」な状態にする必要があるとしている。
ワールドカップ2019では、ネーミングライツに基づく名称が採用されていた「味の素スタジアム」は「東京スタジアム」に、「日産スタジアム」は「International Stadium Yokohama（横浜国際総合競技場）」へと、それぞれネーミングライツ導入前の名称に変更された。一方、ネーミングライツによるものではない名称である「豊田スタジアム」においても、英語名称の「TOYOTA STADIUM」がトヨタ自動車を想起させるもの（大会パートナーのランドローバーと競合する）とRWCLが指摘し、スタジアム所在地および所有者の豊田市を強調した「City of Toyota Stadium」の表現を使用した。会場のトイレ便器においても、大会スポンサーと競合する企業のロゴ部分を隠された会場があった。

## グローバルパートナー
- マクロン
- HSBC
- エミレーツ航空
- WIZ TEAM